# Jesús Montero
Pour les articles homonymes, voir Montero (homonymie).
Jesús Alejandro Montero (né le 28 novembre 1989 à Guacara, Carabobo, Venezuela) est un receveur et frappeur désigné des Ligues majeures de baseball sous contrat avec les Blue Jays de Toronto.

## Carrière

### Débuts

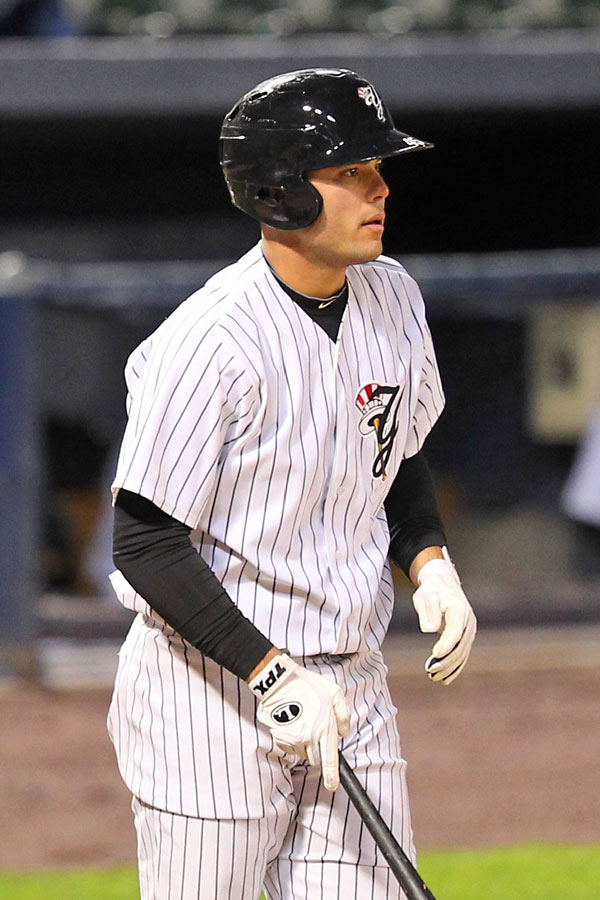
Jesús Montero en 2010 dans les ligues mineures avec les Yankees de Scranton/Wilkes-Barre.

Jesús Montero signe son premier contrat professionnel en 2006 avec les Yankees de New York.
Alors qu'il évolue dans les ligues mineures, Montero est rapidement remarqué comme l'un des joueurs de baseball les plus prometteurs. En 2009, alors qu'il n'a que 19 ans, il apparaît pour la première fois dans le prestigieux classement des 100 meilleurs joueurs d'avenir dressé par Baseball America, prenant la 38e place du palmarès. L'année suivante, il grimpe au quatrième rang du top 100, précédé seulement de Jason Heyward, Stephen Strasburg et Mike Stanton. Au début 2011, Montero est classé troisième derrière Bryce Harper et Mike Trout. 

### Yankees de New York
Montero fait ses débuts dans le baseball majeur avec les Yankees de New York le 1er septembre 2011 à Boston contre les Red Sox. Le receveur est utilisé comme frappeur désigné, Russell Martin étant derrière le marbre. Même s'il ne frappe pas de coup sûr à ce premier match, il marque son premier point sur un double de Martin après avoir été atteint par un lancer. À sa deuxième partie jouée, le 3 septembre au Yankee Stadium contre les Blue Jays de Toronto, Montero frappe son premier coup sûr dans les grandes ligues, contre le lanceur Ricky Romero. À son quatrième match, le 5 septembre, le jeune vénézuélien claque ses deux premiers coups de circuit en carrière, chaque fois face au lanceur Jim Johnson des Orioles de Baltimore, et termine la journée avec trois points produits. Montero devient le septième joueur seulement de l'histoire des ligues majeures à connaître un match de deux circuits à l'âge de 21 ans ou moins, et le premier depuis Manny Ramírez en 1993,. Il dispute 18 parties en 2011 pour les Yankees et maintient durant cette période une moyenne au bâton de ,328 avec quatre circuits et 12 points produits. En séries éliminatoires, il produit un point et frappe deux coups sûrs en autant de présences au bâton dans la Série de divisions contre les Tigers de Détroit.

### Mariners de Seattle

#### Saison 2012
Le 23 janvier 2012, les Yankees échangent Montero et le lanceur droitier Héctor Noesi aux Mariners de Seattle contre les lanceurs droitiers Michael Pineda et Jose Campos. Alors que Pineda, blessé, rate toute la saison 2012 des Yankees, Montero claque 15 circuits et produit 62 points en 135 parties pour les Mariners, affichant une moyenne au bâton de ,260. Il joue plus de la moitié de ses matchs comme frappeur désigné.

#### Saison 2013 et suspension pour dopage
Son début de saison 2013 est très décevant avec une faible moyenne au bâton de ,208 en 29 parties. Il est en mai cédé au club-école de Tacoma.
Le 5 août 2013, Montero est l'un des 13 joueurs suspendus pour dopage par le baseball majeur et écope de 50 matchs de suspension pour ses liens avec la clinique Biogenesis.
Il ne joue que 6 matchs des Mariners en 2014 et 38 en 2015, passant essentiellement ces deux saisons en ligues mineures. Il quitte Seattle avec 24 circuits, 92 points produits, une moyenne au bâton de ,247 et une moyenne de présence sur les buts de ,285 en 208 parties jouées en 4 saisons.

### Blue Jays de Toronto
Le 28 mars 2016, Montero est réclamé au ballottage par les Blue Jays de Toronto.